# تحليل إشعاعي
التحليل الإشعاعي (أو التحلل الإشعاعي أو الانحلال الإشعاعي) هو تفكك للروابط الكيميائية يحدث على المستوى الجزيئي عند التعرّض للإشعاع، ويقصد بالإشعاع هنا الإشعاع المؤين، وذلك بسبب كمية الطاقة الكبيرة المتدفقة.
يستخدم التحليل الإشعاعي مثلاً في تحليل الماء إلى مكوناته من الهيدروجين والأكسجين باستخدام أشعة ألفا. تقترن التفاعلات المتعلقة بالتحليل الإشعاعي للماء عادة بتشكل العديد من الأنواع الكيميائية:
{\displaystyle {\ce {H2O\;->[{\text{Ionizing radiation}}]\;e_{aq}^{-},HO*,H*,HO2*,H3O^{+},OH^{-},H2O2,H2}}}